# Качулат огненокръст фазан
Качулатият огненокръст фазан (Lophura ignita) е вид птица от семейство Phasianidae. Видът е почти застрашен от изчезване.

## Разпространение
Видът е разпространен в низинните гори на Малака, Борнео и Суматра.